# Ложе океану

Структурні елементи будови дна Світового океану

Ложе океану (англ. ocean bed, floor of an ocean, ocean floor, sea floor, deep-sea floor; нім. Ozeanboden m, Meeresboden m, Tiefseeboden m) — найбільша планетарна мегаструктура, що включає все океанічне дно, обмежене активними і пасивними континентальними околицями.

## Загальна характеристика
Відповідає області поширення земної кори океанічного типу. Включає найбільші форми рельєфу: серединно-океанічні хребти, глибоководні улоговини, жолоби океанічні, підводні гори і хребти. У типовому випадку складається з фундаменту, складеного у верх. частині базальтами, і чохла глибоководних осадів, представлених червоними глибоководними глинами, вапняковими і крем'янистими біогенними мулами. Загальна площа 255 млн км².
Від осі серединно-океанічних хребтів в сторони улоговин дно поступово знижується від 2500-3000 до 5500-6000 м. Різко розчленований рельєф хребтів змінюється плоскою поверхнею абісальних улоговин. Потужність осадового чохла зростає від нульової в осі хребтів до 600—1000 м в центрі улоговин, а вік підошви осадів стає все більш древнім, аж до верхньої юри. Базальтовий фундамент нарощується за рахунок виливання лав у вузьких осьових зонах серединно-океанічних хребтів, потім розходиться в сторони і охолоджується, внаслідок чого опускається. Осади поступово засипають нерівності і згладжують рельєф. У глибоководних жолобах Ложе океану різко згинається і опускається до глибин 8000-10000 м, а місцями і більше. З боку океану глибоководні жолоби супроводжуються крайовими валами висотою до 500 м ускладнені лінійними вулканічними хребтами і численними підводними горами. Більшість з них має вулканічне походження і виникло внаслідок підводних вивержень. Вершини деяких гір і хребтів виступають вище за рівень моря, утворюючи океанічні о-ви (наприклад, Гаваї, Пасхи, Св. Олени, Азорські), інші увінчані кораловими спорудами (коралові атоли). На великих просторах абісальних улоговин поширені залізомарганцеві конкреції. Вздовж околиць деяких континентів (Африки, Південна Америка) в зонах апвелінгу формуються фосфорити. Вздовж осі серединно-океанічних хребтів, паралельно з проявами базальтів, спостерігається інтенсивна гідротермальна діяльність, з якою пов'язані відклади сульфідних руд (Fe, Zn, рідше Pb і Cu) у базальтовому шарі Л.о. і винесення корисних компонентів у мор. воду з подальшим відкладенням їх у вигляді металоносних осадів у западинах поблизу серединно-океанічних хребтів (наприклад, западина Бауерса в Тихому океані). Ложе океану — перспективний об'єкт також для промислового освоєння вапнякових і кременистих мулів.